# Hayke Veldman
Habbo Siebold ('Hayke') Veldman (Zoetermeer, 5 november 1969) is een Nederlands voormalig politicus namens de VVD. Sinds 21 mei 2022 is hij voorzitter van de KNZB.

## Biografie
Veldman groeide op in Rosmalen waar hij het Hoogveld College doorliep. Hij studeerde geschiedenis aan de Katholieke Universiteit Nijmegen en volgde een postmaster over lokale sociale zekerheid aan de Universiteit Twente. Hij was werkzaam als beleidsmedewerker bij een aantal gemeenten en heeft sinds 2010 een eigen adviesbureau.
In 2006 werd Veldman gekozen als lid van de gemeenteraad van Nijmegen. Daarin was hij sinds 2009 fractievoorzitter. Bij de gemeenteraadsverkiezingen van 2010 en 2014 was hij lijsttrekker.
In januari 2014 liet Veldman een benoeming tot lid van de Tweede Kamer in de vacature-Huizing aan zich voorbij gaan. Hij gaf er de voorkeur aan de VVD te leiden bij de op handen zijnde gemeenteraadsverkiezingen van 19 maart 2014. Nadat gebleken was dat de VVD niet vertegenwoordigd zou zijn in het nieuwe Nijmeegse college van B&W, accepteerde Veldman op 25 juni 2014 een benoeming tot lid van de Tweede Kamer als opvolger van Pieter Litjens, die tot wethouder van Amsterdam benoemd was.
Veldman was woordvoerder Ruimtelijke Ordening (Omgevingswet) en Openbaar Bestuur. In september 2016 diende hij een Initiatiefwet in om gemeenten te kunnen verplichten de rioolheffing en de afvalstoffenheffing te laten betalen door de daadwerkelijke gebruiker en niet door de eigenaren van onroerende zaken of uit algemene middelen.
Op 31 oktober 2017 werd Veldman wederom geïnstalleerd als Tweede Kamerlid. Hij startte als woordvoerder macro-economisch beleid, innovatie, topsectoren- en industriebeleid als ook preventie en gezondheidsbevordering (leefstijl). In 2019 diende hij een initiatiefnota in over modern preventiebeleid, waarin hij innovatie en digitale mogelijkheden schetst voor een gezonde leefstijl.
Vanaf 2017 was Veldman ondervoorzitter van de algemene Kamercommissie Buitenlandse Handel en Ontwikkelingssamenwerking en vanaf 2019 tevens voorzitter van de vaste Kamercommissie voor Europese Zaken, waardoor hij nauw betrokken was bij de (toen) aanstaande Brexit en de gevolgen voor Nederland.
Veldman wisselde na het vertrek van Arno Rutte naar de portefeuille medische zorg, geneesmiddelenbeleid en infectieziektebestrijding. Hij was namens zijn fractie woordvoerder in het eerste jaar van de Coronacrisis in Nederland.
Veldman diende nog een drietal initiatiefnota’s in: over de urgentie van een uitgebreid DNA-profiel in de oncologie (samen met Léonie Sazias en Joba van den Berg-Jansen), over structurele weerbaarheid van de medische industrie in crisistijd en over toekomstige beschikbaarheid van vaccins en antibiotica met behulp van reële optiewaarden. Samen met Corinne Ellemeet diende hij een initiatiefwet in over het vergroten van de invloed van zorgverleners op het primaire proces van zorgverlening en zorginhoudelijk beleid van een zorginstelling.
Op 30 maart 2021 nam hij afscheid van de Tweede Kamer. Bij zijn afscheid werd hij benoemd tot Ridder in de Orde van Oranje Nassau.
Na zijn vertrek uit de Kamer startte Veldman zijn adviesbureau weer op. Op 8 maart 2021 werd hij door de gemeenteraad van Tilburg benoemd tot voorzitter van de Rekenkamer Tilburg. Vanaf 1 februari 2022 is Veldman, na besluit in de ministerraad, lid van het Adviescollege Toetsing Regeldruk. Op 21 mei 2022 is Veldman verkozen tot de nieuwe voorzitter van de zwembond KNZB. Sinds juni 1 2023 is Veldman bestuurlijk aanjager voor de Green Deal Duurzame Zorg.
- Parlement.com: vjfgb8d2x9od